# Tsega Gelaw
Tsega Gelaw (ur. 9 października 1990) – etiopska lekkoatletka, specjalistka od długich dystansów.
W 2009 zajęła 12. miejsce w biegu juniorek podczas rozegranych w Ammanie mistrzostw świata w biegach przełajowych. Był to jednak dopiero szósty wynik wśród etiopskich lekkoatletek w tych zawodach, zatem Gelaw nie przypadł złoty medal tej imprezy w drużynie. Brązowa medalistka mistrzostw Afryki juniorów (bieg na 3000 m, Bambous 2009).

## Rekordy życiowe
- bieg na 3000 m – 9:25,31 (2009)
- bieg na 10 000 m – 33:50,4[2] (2011)
- bieg na 10 km – 34:42,5[2] (2007)
- maraton – 2:29:35 (2011)